# Company of Strangers
Company of Strangers es el undécimo álbum de estudio de la banda de rock británica Bad Company y el primero con el cantante Robert Hart (reemplazando a Brian Howe quien había ocupado el lugar de Paul Rodgers en 1986 como vocalista). El álbum fue lanzado al mercado en junio de 1995.

## Lista de canciones
1. "Company of Strangers" (Robert Hart/Simon Kirke) (5:14)
2. "Clearwater Highway" (Robert Hart/Dave Colwell/Mick Lister) (3:25)
3. "Judas My Brother" (Robert Hart) (4:45)
4. "Little Martha" (Colwell/Mick Lister/Kim Carnes/Terry Finley) (2:57)
5. "Gimme Gimme" (Mick Ralphs) (3:32)
6. "Where I Belong" (Dave Colwell/Mick Lister) (4:02)
7. "Down Down Down" (Mick Ralphs)	(3:19)
8. "Abandoned and Alone" (Dave Colwell/Mick Lister) (5:37)
9. "Down and Dirty" (Mick Ralphs/Dave Colwell) (4:51)
10. "Pretty Woman" (Robert Hart/Mick Ralphs/Simon Kirke/Dave Colwell/Rick Wills) (3:32)
11. "You're the Only Reason" (Mick Ralphs)	(3:45)
12. "Dance With the Devil" (Simon Kirke) (3:04)
13. "Loving You Out Loud" (Simon Kirke) (2:49)

## Créditos
- Robert Hart – voz
- Mick Ralphs – guitarra, teclados
- Simon Kirke – batería
- Rick Wills – bajo
- Dave "Bucket" Colwell – guitarra
- Mel Collins - saxofón